# Dolny Egipt

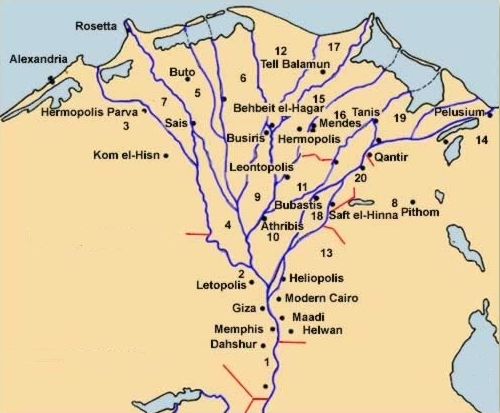
Nomy Dolnego Egiptu

Dolny Egipt (egip. Ta Mehu) – obszar położony w delcie Nilu.
W całości pokryty przez liczne mokradła, rozlewiska, na którym dominowało wodne ptactwo wraz z wodną zwierzyną. Tutaj znajdowała się największa koncentracja papirusu, który wykorzystywany był przez Egipcjan jako podstawowy materiał piśmienniczy. Na terenach bagnistych Dolnego Egiptu organizowano polowania.
Początkowo był to teren niezamieszkany, głównie ze względu na nieumiejętność gospodarowania tak dużymi połaciami obszarów zabagnionych oraz brak rozległych umiejętności w posługiwaniu się systemem irygacyjnym. W późniejszym okresie dziejów starożytnej cywilizacji egipskiej był to obszar, w którym nastąpiła duża koncentracja ludności. Od ok. 3100 roku p.n.e. Dolny Egipt został zjednoczony przez Menesa z Górnym Egiptem. Pod względem administracyjnym, jeszcze przed zjednoczeniem, był podzielony na 20 nomów i ten podział przetrwał aż do VII w. n.e.